# استیو هارپر
استیو هارپر (انگلیسی: Steve Harper؛ زادهٔ ۱۴ مارس ۱۹۷۵) یک بازیکن فوتبال اهل انگلستان است.